# 田都味嘉門
田都味 嘉門（たづみ かもん、文化11年（1814年） - 明治7年（1874年））は、江戸時代後期の武士（宇和島藩士）、窪田派田宮流の剣術家。諱は成英、号は為風。多都味 嘉門の字で残っている資料も多い。

## 経歴
宇和島藩士・田都味久之允の子として生まれる。父の久之允は俳人で「素亭」と号し、宇和島藩の俳諧の宗匠でもあった。
嘉門は幼少より武術を好み、はじめは松井某より槍術を、 藩の剣術師範・鈴木和太夫より田宮流剣術を学ぶ。
18歳の頃、同門の兄弟子である八十島中とともに武者修行と称して四国を廻国修行する。 
その後、父親に従って江戸へ出ると、窪田派田宮流師範の窪田清音に入門し8年間修行、弘化元年（1844年）正月、免許皆伝を受けた。
嘉門は師匠・窪田清音から田宮流の他に、山鹿流兵学、中島流砲術、関口流柔術、無辺夢極流槍術等を習得している。
弘化4年（1847年）、江川英龍の屋敷で行われた、鏡新明智流の士学館・神道無念流の練兵館・北辰一刀流の玄武館・直心影流の男谷道場などの江戸の10道場が参加した他流試合に参加し、神道無念流の佐藤常次郎や野原正一郎と試合をする。
その後、宇和島に帰藩し、道場を開く。身体も大きい偉丈夫で、高名な兵学・剣術の大御所・窪田清音の門人として長年修業した江戸帰りの壮年剣士ということで、宇和島の青少年に大人気の道場であった。
弘化5年（1848年）には、神道無念流の斎藤新太郎・細田泰次郎や窪田清音の弟子の小泉弥一郎が宇和島を訪れ、嘉門と試合をしている。
嘉永2年（1849年）から藩に出仕し、同5年（1852年）、家禄80石を相続し小姓勤、剣術指南方になる。
文久元年（1861年）秋には、久坂玄瑞と面会するため長州萩へ向かう途中の坂本龍馬が田都味道場へやってきて、他流試合を申し込まれている。
明治7年（1874年）没す。享年61。

### 著名な門人
- 児島惟謙

　大津事件の大審院長
- 土居通夫

　「剣豪商人」「大阪財界中興の祖」と称された大阪商工会議所第7代会頭
- 山崎惣六

　自由民権運動で活躍した初代宇和島町長
- 浦和盛三郎

　漁業家、浦和式金網漁法発明者
- 吉田虎一

　宇和島藩御庭番頭
- 二神深蔵

　城辺村初代村長、愛媛県議会議員、二神駿吉の父